# Domingo Valdivieso
Domingo Valdivieso y Henarejos (n. 30 august 1830, Mazarrón⁠(d), Regiunea Murcia, Spania – d. 22 noiembrie 1872, Madrid, Noua Castilie⁠(d), Spania) a fost un pictor și gravor spaniol în stil academic.

## Biografie
Valdivieso s-a născut în Mazarrón⁠(d), unde tatăl său era ofițer în armata spaniolă. Și-a început educația în orașul natal, dar ulterior s-a mutat în Murcia pentru a-și continua studiile secundare. În timpul școlarizării, a dat dovadă de un talent remarcabil pentru desen, astfel încât consilierii săi l-au sfătuit să urmeze și studii artistice. Primul său profesor a fost un artist local pe nume Juan Albacete. La optsprezece ani, s-a mutat la Madrid pentru a lucra pentru guvern, dar în timpul liber a frecventat și Real Academia de Bellas Artes de San Fernando.
Până în 1853, s-a hotărât ferm asupra carierei de pictor și a renunțat la postul său. De asemenea, a început să facă litografie, realizând ilustrații pentru Statul Major al Armatei Spaniole de Pedro Chamorro și Istoria Marinei Regale Spaniole de José Ferrer de Couto⁠(d) și José March. În 1861, a primit o bursă de la Diputación de Murcia pentru a-și completa studiile la Paris și Roma, unde a intrat sub influența lui Eduardo Rosales și a mișcării nazarinene.
De acolo, a participat la Expoziția Națională de Arte Frumoase, câștigând medalii în 1862, 1864 și 1866, an în care a devenit profesor de pictură anatomică la Academia San Fernando. În 1871, a primit o altă medalie la Expoziție.
Cele mai cunoscute lucrări ale sale tratează subiecte religioase, deși a realizat și scene istorice, portrete, scene mitologice și opere costumbriste, înfățișând Italia și Murcia. Cea mai mare colecție de picturi ale sale se află la Muzeul de Arte Frumoase din Murcia MUBAM).
A murit la Madrid, la doar patruzeci și doi de ani, în urma unei inflamații cerebrale.